# Bulwark (Schiff, 2004)
Die HMS Bulwark (Kennung: L15) ist das zweite amphibische Landungsschiff (LPD) der Albion-Klasse der Royal Navy. Sie ist das siebente Schiff dieses Namens und ersetzte mit ihrem Schwesterschiff Albion die Landungsschiffe Intrepid und Fearless aus den 1960er-Jahren.

## Geschichte
Mitte der 1990er-Jahre benötigte die Royal Navy einen Ersatz für ihre veralteten Landungsschiffe der Fearless-Klasse. 1996 erteilte das Verteidigungsministerium dem Rüstungskonzern BAE Systems den Auftrag für die Konstruktion von zwei größeren und leistungsfähigeren Schiffen. Im Januar 2000 wurde die Bulwark auf Kiel gelegt, bereits im November 2001 fand der Stapellauf statt. Sie wurde schließlich am 10. Dezember 2004 offiziell in Dienst gestellt. Im Juli des folgenden Jahres nahm sie an der International Fleet Review im Solent teil. Ihr erster größerer Einsatz folgte Anfang 2006, als sie im Rahmen der Operation Enduring Freedom am Horn von Afrika eingesetzt wurde. Anschließend übernahm sie für drei Monate die Rolle des Flaggschiffs der Royal Navy im Persischen Golf. Während sie sich auf dem Rückweg nach England befand, brach im Juli 2006 der Libanonkrieg zwischen Israel und dem Libanon aus. Im Rahmen der Operation Highbrow evakuierte sie am 20. Juli 1.300 britische Staatsbürger aus Beirut.
2009 war die Bulwark Flaggschiff der multinationalen Übung Taurus. Das Schiff soll vom derzeitigen Bereitschafts-Status High Readiness 2016 zur Reserveflotte wechseln und in einer „Extended Readiness“-Bereitschaft verbleiben.
2015 war sie an der Rettung von tausenden schiffbrüchigen Migranten im Mittelmeer beteiligt.

## Bilder

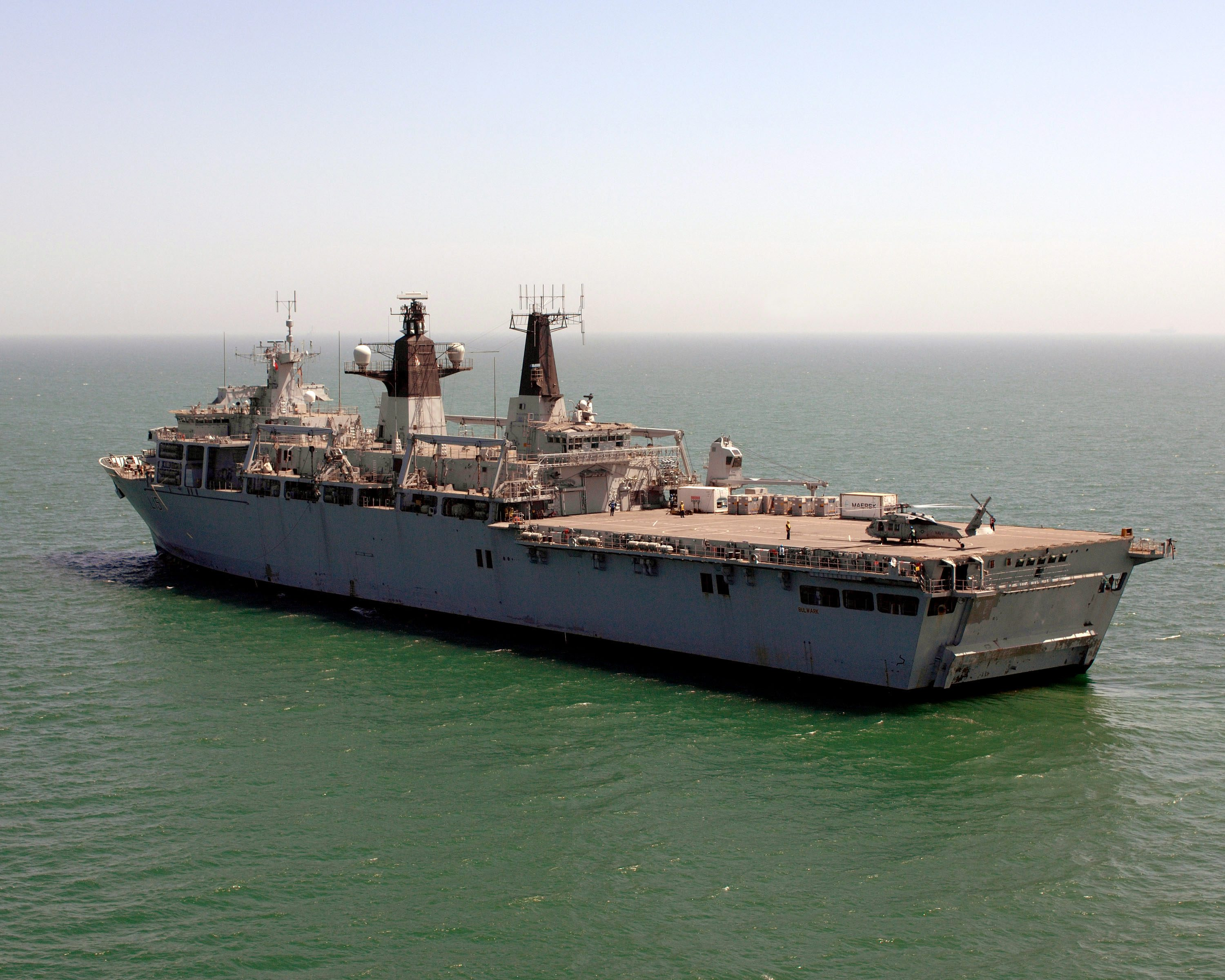
HMS Bulwark vor der Küste des Irak